# Gregório de Moray
Gregório de Moray foi o primeiro bispo oficial da Diocese de Moray. Seu nome aparece em duas cartas. A primeira é uma carta para o rei Alexandre I da Escócia, no qual Gregório define os poderes legais concedidos ao priorado de Scone . Esta carta foi provavelmente escrita entre os anos de 1113 e 1114. A segunda carta é datada em 1128, e é uma confirmação do rei David I da Escócia oficializando os poderes legais da igreja de Dunfermline, onde o Bispo aparece como um dos responsáveis em monitorar as ordens reais.
A denominação Bispo Gregório também ocorre na carta oficial da fundação do priorado de Scone.  Existem duvidas sobre a data certa, mas acredita-se que foi escrita em 1114 ou 1120, como alega o historiador Sir Archibald Lawrie. . 